# Global Network Initiative
Global Network Initiative (GNI) és una organització no governamental amb el doble objectiu d'evitar censura d'Internet per governs autoritaris i protegir els drets d'intimitat d'Internet d'individus. És patrocinat per una coalició de corporacions multinacionals, organitzacions sense ànim de lucre i universitats.

## Participants
Els patrocinadors de la Global Network Initiative inclouen:
- Berkeley's School for Information
- Electronic Frontier Foundation
- Google
- Universitat Harvard (Berkman Center)
- Human Rights Watch
- International Business Leaders Forum
- Internews
- Microsoft
- Universitat de Hong Kong (Journalism and Media Studies Centre)
- University of Southern California (Annenberg School)
- University of St. Gallen (Research Center for Information Law)
- World Press Freedom Committee
- Yahoo!

Amnistia Internacional va participar en la formació i capacitació del grup, però va retirar el seu suport basada en el que va percebre com debilitat de principis i una manca de resultats tangibles.